# Sočanica
Sočanica is een plaats in de gemeente Dvor in de Kroatische provincie Sisak-Moslavina. De plaats telt 31 inwoners (2001).